# Yūhi o miteiru ka?
Yūhi o miteiru ka? (夕陽を見ているか?? lett. "Stai guardando il tramonto?") è il sesto singolo discografico major (ottavo in assoluto) del gruppo di idol giapponesi AKB48, pubblicato dall'etichetta DefSTAR Records il 31 ottobre 2007. Il singolo è arrivato alla decima posizione della classifica dei singoli più venduti della settimana Oricon.

## Tracce
CD singolo
Testi di Yasushi Akimoto.
1. Yūhi o miteiru ka? (夕陽を見ているか?) – 4:58 (musica: Mio Okada)
2. Viva! Hurricane (ビバ!ハリケーン) – 4:00 (musica: Yoshimasa Inoue)
3. Yūhi o miteiru ka? (Original mix, Instrumental) – 4:58

Durata totale: 13:56
CD singolo "Tipo A"
1. Yūhi o miteiru ka? (夕陽を見ているか?) – 4:58
2. Viva! Hurricane (ビバ!ハリケーン) – 4:00
3. Yūhi o miteiru ka? (Original mix, Instrumental) – 4:58
4. Viva! Hurricane (Instrumental) – 4:00

Durata totale: 17:56
CD singolo "Tipo B"
1. Yūhi o miteiru ka? (夕陽を見ているか?) – 4:58
2. Viva! Hurricane (ビバ!ハリケーン) – 4:00
3. Yūhi o miteiru ka? (Himawari 2.0 Mix) – 4:55
4. Yūhi o miteiru ka? (Himawari 2.1 Mix) – 4:55
5. Yūhi o miteiru ka? (Original mix, Instrumental) – 4:58
6. Viva! Hurricane (Instrumental) – 4:00

Durata totale: 27:46

## Formazione
All'incisione della title track hanno partecipato dieci membri facenti parte dei Team A, K e B:
Team A
- Atsuko Maeda (center)
- Haruna Kojima (center)
- Tomomi Itano
- Minami Minegishi
- Minami Takahashi

Team K
- Tomomi Kasai
- Sae Miyazawa
- Erena Ono
- Yūko Ōshima

Team B
- Mayu Watanabe

All'incisione del lato B hanno partecipato i seguenti membri:
- Sayaka Akimoto
- Tomomi Itano
- Tomomi Kasai
- Haruna Kojima
- Atsuko Maeda
- Yuka Masuda
- Minami Minegishi
- Kayo Noro

- Sae Miyazawa
- Rina Nakanishi
- Erena Ono
- Mai Ōshima
- Yūko Ōshima
- Natsuki Satō
- Mariko Shinoda
- Minami Takahashi

## Classifiche
| Classifica (2007) | Posizione più alta |
| ----------------- | ------------------ |
| Giappone          | 10                 |